# Stardew Valley
Stardew Valley – niezależna gra komputerowa stworzona przez Erica Barone’a – posługującego się pseudonimem „Concerned Ape” – wydana 26 lutego 2016 przez Chucklefish. Stanowi połączenie gry fabularnej i symulacyjnej. Rozgrywka odbywa się w otwartym świecie. Gracz wciela się w pracownika korporacji, który zmęczony miejskim trybem życia postanawia wyjechać na pozostawioną mu przez dziadka farmę. Zadanie gracza polega głównie na uprawie roli oraz wielu innych aktywnościach. Stardew Valley umożliwia zarówno rozgrywkę jednoosobową, jak i wieloosobową dla maksymalnie ośmiu graczy.

## Fabuła
Gra zaczyna się od krótkiego przerywnika filmowego, który wprowadza gracza w historie głównej postaci, tj. pracownika korporacji, który odziedziczył po swoim dziadku farmę nieopodal miasta Pelican Town. Akcja gry toczy się w otwartym świecie.

## Rozgrywka
Stardew Valley jest symulacją farmy podobną w założeniach do serii gier Harvest Moon. Na początku rozgrywki gracz tworzy swojego awatara oraz wybiera rodzaj farmy dostosowany do jego preferencji. Podstawową aktywnością w tej grze komputerowej jest uprawianie wirtualnej farmy i dbanie o dobre relacje z postaciami niezależnymi. Wraz z postępami gracz otrzymuje dostęp do innych aktywności: łowienia ryb, górnictwa, zbieractwa, gotowania czy eksplorowania podziemi.

## Historia
Eric Barone po ukończeniu studiów informatycznych, nie mogąc znaleźć pracy, samotnie rozpoczął projekt. Jako fan serii Harvest Moon postanowił stworzyć grę komputerową w założeniach podobną do niej. Prace nad projektem trwały cztery lata, w ciągu których nad grą spędzał średnio 10 godzin dziennie. Gra ze wszystkimi jej elementami (grafika, muzyka) zostały w całości przez niego stworzone. Eric w tym czasie był utrzymywany przez swoją dziewczynę, czasami dorabiał jako pomocnik w teatrze. Po ukończeniu gry została ona wydana przez Chucklefish.
Twórcy umożliwili też tworzenie modyfikacji do gry. Jednym z najbardziej rozbudowanych dodatków stworzonych przez społeczność jest Stardew Valley Expanded.

## Odbiór
Stardew Valley po premierze miała pozytywny odbiór, w ciągu dwóch tygodni sprzedało się ponad 425 tysięcy kopii gry komputerowej, a do 2018 roku ponad 3,5 miliona. Gra otrzymała dobre oceny od recenzentów.